# Stictogargetta
Stictogargetta is een geslacht van vlinders van de familie tandvlinders (Notodontidae).

## Soorten
- S. albimacula Hampson, 1892
- S. umbrina Kiriakoff, 1974